# British Independent Film Awards 2002

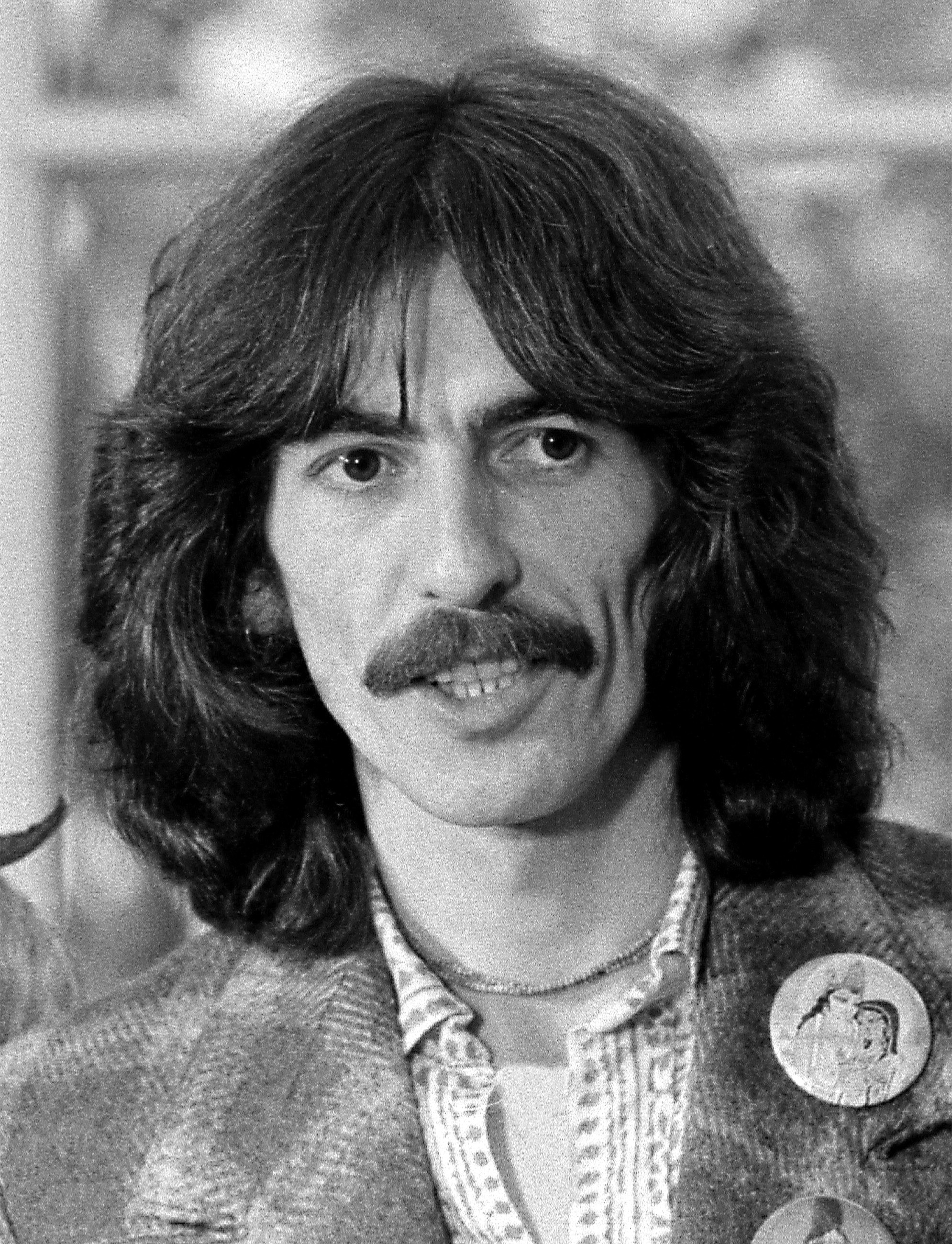
George Harrison (1974)

Die fünfte Verleihung der British Independent Film Awards (BIFA) fand am 30. Oktober 2002 im Nachtclub Pacha in London (Victoria) statt. In diesem Jahr wurde zum ersten Mal der Richard Harris Award für herausragende Leistungen als Schauspieler im Gedenken an den kurz vorher verstorbenen Namensgeber gestiftet.
Der Preis für das Lebenswerk ging an George Harrison für seinen, nach Meinung der Jury, weit unterschätzten Einfluss auf die britische Filmindustrie.

## Jury
- Kate Ashfield, Schauspielerin
- Jenne Casarotto, Agent
- Stuart Craig, Produktionsdesigner
- Richard Gladstein, Produzent
- Robert Jones, Produzent bei Material Entertainment
- Asif Kapadia, Regisseur
- Hamish McAlpine, Produzent bei Tartan Films
- Trudie Styler, Produzentin (A Guide to Recognizing Your Saints) und Schauspielerin (Meine beste Freundin)

## Nominierungen und Preise
| Preis                                                   | Originalbezeichnung                                          | Nominierungen | Preisträger                        |
| ------------------------------------------------------- | ------------------------------------------------------------ | --- | ---------------------------------- |
| Bester britischer Independentfilm                       | Best British Independent Film                                | - Bend It Like Beckham - Bloody Sunday - Morvern Callar - Sweet Sixteen - The Lawless Heart | Sweet Sixteen                      |
| Bester englischsprachiger ausländischer Independentfilm | Best Foreign Independent Film – English Language             | - Ghost World - Ivans xtc - Lantana - Lost in La Mancha | Lantana                            |
| Bester fremdsprachiger ausländischer Independentfilm    | Best Foreign Independent Film – Foreign Language             | - Hable con Ella (Talk To Her) - Monsoon Wedding - Neuve Reinas (Nine Queens) - Y Tu Mama Tambien | Monsoon Wedding                    |
| Bester Schauspieler                                     | Best Performance by an Actor in a British Independent Film   | - Timothy Spall in All or Nothing - James Nesbitt in Bloody Sunday - Richard Harris in My Kingdom - Bill Nighy in The Lawless Heart                                                                                 | James Nesbitt                      |
| Beste Schauspielerin                                    | Best Performance by an Actress in a British Independent Film | - Elaine Cassidy in Disco Pigs - Samantha Morton in Morvern Callar - Harriet Walter in Villa des Roses - Shirley Henderson in Villa des Roses                                                                       | Samantha Morton                    |
| Beste Regie                                             | Best Director of a British Independent Film                  | - Paul Greengrass für Bloody Sunday - Lynne Ramsay für Morvern Callar - Ken Loach für Sweet Sixteen - Neil Hunter für The Lawless Heart - Tom Hunsinger für The Lawless Heart                                       | Paul Greengrass                    |
| Douglas Hickox Award                                    | The Douglas Hickox Award                                     | - Duncan Roy für AKA - Kirsten Sheridan für Disco Pigs - Paul Sarossy für Mr In-Between - Christian Taylor für Showboy - Lindy Heymann für Showboy                                                                  | Lindy Heymann und Christian Taylor |
| Bester Newcomer                                         | Most Promising Newcomer                                      | - Parminder Nagra in Bend It Like Beckham - Kathleen McDermott in Morvern Callar - William Ruane in Sweet Sixteen - Martin Compston in Sweet Sixteen                                                                | Martin Compston                    |
| Bestes Drehbuch                                         | Best Screenplay                                              | - Paul Greengrass für Bloody Sunday - Lynne Ramsay für Morvern Callar - Liana Dognini für Morvern Callar - Paul Laverty für Sweet Sixteen - Tom Hunsinger für The Lawless Heart - Neil Hunter für The Lawless Heart | Tom Hunsinger und Neil Hunter      |
| Beste Produktion                                        | Best Achievement In Production                               | - Morvern Callar - Revengers Tragedy - Twenty Four Hour Party People - Villa des Roses | Twenty Four Hour Party People      |
| Beste Technik                                           | Best Technical Achievement                                   | - Ivan Strasburg für Bloody Sunday - Alwin Kuchler für Morvern Callar - Scott Thomas für The Lawless Heart - Mark Tildesley für Twenty Four Hour Party People                                                       | Alwin Kuchler                      |

Weitere Preise
- Auszeichnung für das Lebenswerk: George Harrison
- Spezialpreis der Jury: Brian Tufano
- The Variety Award: Ewan McGregor
- Herausragende Leistung eines Schauspielers (Original: Outstanding Contribution By An Actor): Richard Harris
- Erfolgreichste Vertriebskampagne (Original: Most Effective Distribution Campaign): Christie Malry's Own Double Entry